# Giorgio Napolitano
Giorgio Napolitano (Napoli, 29 giugno 1925 – Roma, 22 settembre 2023) è stato un politico italiano, 11º presidente della Repubblica dal 15 maggio 2006 al 14 gennaio 2015.
Deputato quasi ininterrottamente dal 1953 al 1996, europarlamentare dal 1989 al 1992 e dal 1999 al 2004, fu nominato senatore a vita nel 2005 da Carlo Azeglio Ciampi. Fu presidente della Camera nell'XI legislatura (1992-1994), quando succedette a Oscar Luigi Scalfaro eletto al Quirinale, e ministro dell'interno nel governo Prodi I (1996-1998).
Primo capo dello Stato ex membro del Partito Comunista, il 20 aprile 2013, per la prima volta nella storia repubblicana, fu eletto per un secondo mandato, divenendo così il presidente eletto in età più avanzata (87 anni) e, fino alle dimissioni, il più anziano capo di Stato d'Europa.
Come Capo dello Stato ha conferito l'incarico a cinque presidenti del Consiglio dei ministri: Romano Prodi (2006-2008), Silvio Berlusconi (2008-2011), Mario Monti (2011-2013), Enrico Letta (2013-2014) e Matteo Renzi (2014-2016); ha nominato cinque giudici della Corte costituzionale (Paolo Grossi nel 2009, Marta Cartabia nel 2011, Giuliano Amato nel 2013, Daria de Pretis e Nicolò Zanon nel 2014) e cinque senatori a vita (Mario Monti il 9 novembre 2011, Renzo Piano, Carlo Rubbia, Elena Cattaneo e Claudio Abbado il 30 agosto 2013).

## Biografia

### Giovinezza e militanza nel Partito Comunista Italiano
Nacque a Napoli da Giovanni (1883-1955), avvocato liberale, poeta e saggista, originario di Gallo di Comiziano, e da Carolina Bobbio, figlia di nobili napoletani di origine piemontese. Dal 1938 al 1941 studia al Liceo Classico Umberto I di Napoli, dove frequenta quarta e quinta ginnasio per poi saltare alla seconda liceo (erano gli anni della guerra). Nel dicembre successivo si trasferisce con la famiglia a Padova, e lì si diploma presso il liceo classico Tito Livio. Nel 1942 si iscrive alla facoltà di giurisprudenza dell'Università Federico II di Napoli.
Durante quegli anni entra a far parte del Gruppo Universitario Fascista di Napoli, collaborando con il settimanale IX Maggio dove tiene una rubrica di critica teatrale. Nel settimanale Napolitano respira un ambiente di forte vivacità e libertà intellettuale, e nel gruppo che si crea attorno ad esso incontra molti tra gli amici che di lì a poco diverranno quadri e dirigenti del PCI napoletano, tra i quali Massimo Caprara. Il giovane Napolitano, appassionato di letteratura e teatro (un interesse coltivato tra i banchi del liceo classico Umberto I di Napoli, con amici come Francesco Rosi, Giuseppe Patroni Griffi, Antonio Ghirelli, Raffaele La Capria, Luigi Compagnone), debutta anche come attore in un paio di piccole parti nella compagnia del GUF al Teatro degli Illusi presso Palazzo Nobile.
Nel 1944 entra in contatto con il gruppo di comunisti napoletani come Mario Palermo, e italo-tunisini come Maurizio Valenzi, che prepararono l'arrivo a Napoli di Palmiro Togliatti. L'anno dopo Napolitano aderisce al Partito Comunista Italiano, di cui è segretario federale a Napoli e Caserta. Due anni dopo, nel 1947, si laurea in giurisprudenza con una tesi di economia politica dal titolo: Il mancato sviluppo industriale del Mezzogiorno dopo l'Unità e la legge speciale per Napoli del 1904.

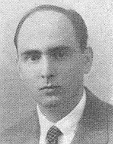
Napolitano nel 1953

Eletto deputato nel 1953 – e successivamente sempre riconfermato (tranne che nella IV legislatura) nella circoscrizione di Napoli, fino al 1996 –, diviene responsabile della commissione meridionale del Comitato centrale del PCI, di cui era diventato membro a partire dall'VIII Congresso (1956), grazie all'appoggio che Togliatti aveva dato in quel periodo, a lui e ad altri giovani, nell'ottica della creazione di una nuova e più eterogenea dirigenza centrale.
In quell'anno, tra ottobre e novembre, si consuma da parte dell'Unione Sovietica la repressione dei moti ungheresi, che la dirigenza del PCI condannerà come controrivoluzionari (l'Unità arriva persino a definire gli operai insorti «teppisti» e «spregevoli provocatori»). Circa un mese dopo gli eventi della Rivoluzione ungherese del 1956, nel corso dell'VIII Congresso del PCI tenutosi a Roma dall'8 al 14 dicembre 1956, anche Napolitano, in sintonia con la linea dettata dal segretario del PCI Palmiro Togliatti, elogia l'intervento sovietico criticando le posizioni del compagno di partito Antonio Giolitti, dichiarando:
«Il compagno Giolitti […] poi ci ha detto che l'intervento sovietico poteva giustificarsi solo in funzione della politica dei blocchi contrapposti, quasi lasciandoci intendere […] che l'intervento sovietico si giustifica solo dal punto di vista delle esigenze militari e strategiche dell'Unione Sovietica; senza vedere come nel quadro della aggravata situazione internazionale, del pericolo del ritorno alla guerra fredda non solo ma dello scatenarsi di una guerra calda, l'intervento sovietico in Ungheria, evitando che nel cuore dell'Europa si creasse un focolaio di provocazioni e permettendo all'Urss di intervenire con decisione e con forza per fermare l'aggressione imperialista nel Medio Oriente, abbia contribuito, oltre che ad impedire che l'Ungheria cadesse nel caos e nella controrivoluzione, abbia contribuito in misura decisiva, non già a difendere solo gli interessi militari e strategici dell'Urss ma a salvare la pace nel mondo».
In effetti, rispetto a coloro che, in quel periodo, affermano che quella d'Ungheria è da considerare una legittima rivoluzione e che nel comunismo si devono sviluppare le prospettive di un'apertura democratica, il travaglio di Napolitano rimane – come ammesso poi nella sua autobiografia politica Dal PCI al socialismo europeo – a livello di «grave tormento autocritico» riguardo a quella posizione. Successivamente illustra il proprio percorso politico – che seguiva la linea di Giorgio Amendola, il quale avrebbe contribuito alla prima evoluzione del partito, di cui Napolitano si considererà sempre un allievo –, dichiarando che «la mia storia» non è «rimasta eguale al punto di partenza, ma» è «passata attraverso decisive evoluzioni della realtà internazionale e nazionale e attraverso personali, profonde, dichiarate revisioni».

### Matrimonio
Sposato dal 1959 con Clio Maria Bittoni con rito civile al Campidoglio, ha avuto due figli, Giovanni (nato nel 1961) e Giulio (nato nel 1969).

### Incarichi nel partito

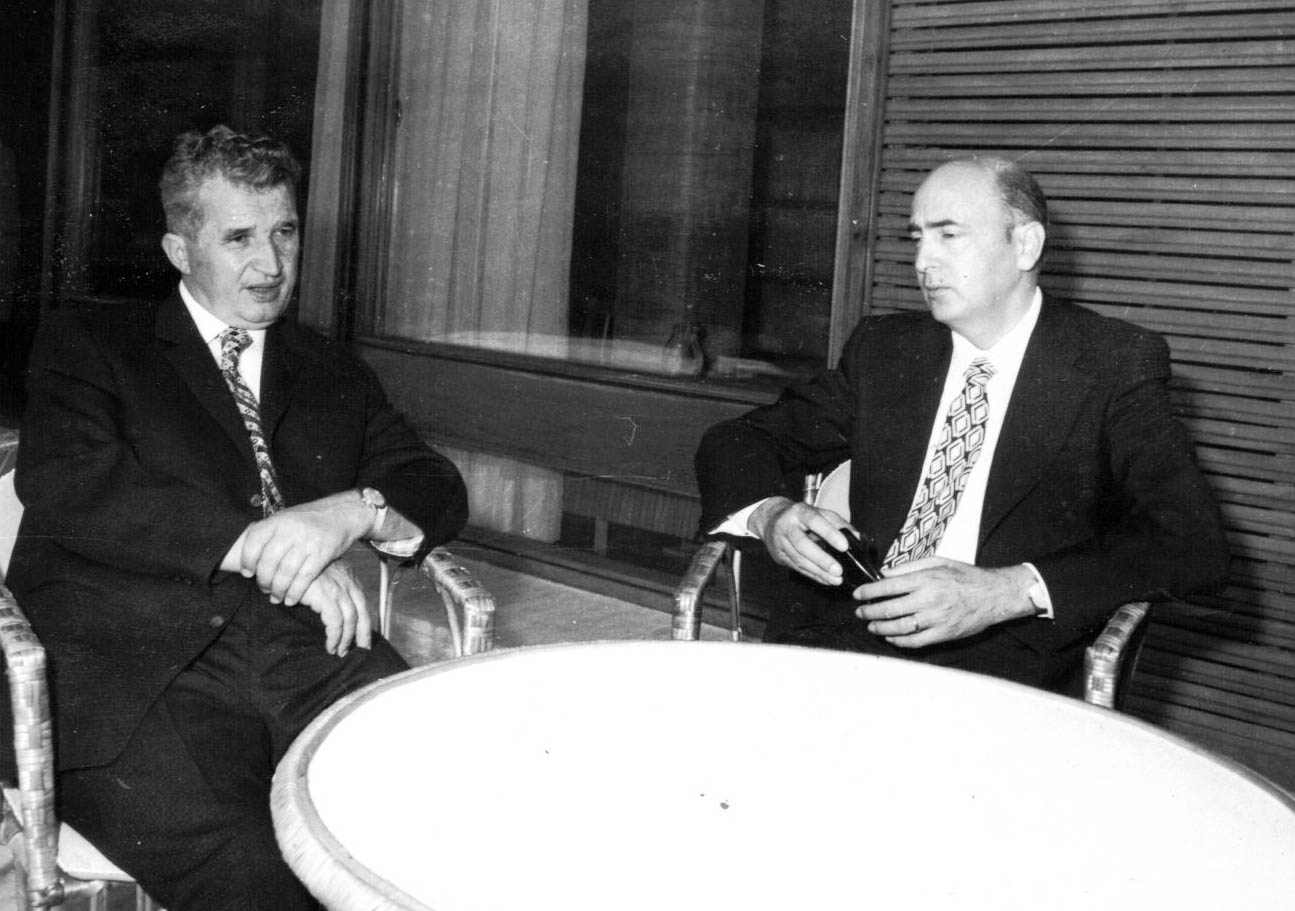
Napolitano con Nicolae Ceaușescu nel 1974, durante gli anni della sua attività all'estero per conto del PCI

Tra il 1960 e il 1962 è responsabile della sezione lavoro di massa. Successivamente, dal 1963 al 1966 è segretario della federazione comunista di Napoli.
Nel confronto interno seguito alla morte di Palmiro Togliatti nel 1964, Napolitano è uno degli esponenti moderati di maggior peso, parte della corrente del partito più attenta al Partito Socialista Italiano (che, rompendo il cosiddetto "fronte popolare", entrerà al governo con la Democrazia Cristiana) in contrapposizione a quella più legata al clima di ribellione precedente il Sessantotto.
Dopo essere entrato, a partire dal X Congresso, nella direzione nazionale del partito, dal 1966 al 1969 diviene coordinatore dell'ufficio di segreteria e dell'ufficio politico del PCI. Nel 1966 riveste l'incarico non ufficiale di vicesegretario di fatto del partito con Luigi Longo, finché due anni più tardi l'incarico sarà affidato a Enrico Berlinguer.

Napolitano alla Festa de l'Unità di Milano nel 1975

Tra il 1969 e il 1975, si occupa principalmente dei problemi della vita culturale del Paese, come responsabile della politica culturale dei comunisti italiani; il suo libro Intervista sul PCI con Eric Hobsbawm ha un certo successo, con traduzioni in oltre dieci paesi. Nel periodo della "solidarietà nazionale" (1976-79) è portavoce del partito nei rapporti con il governo Andreotti, sui temi dell'economia e del sindacato.
Negli anni 1970 svolge attività all'estero, tenendo conferenze negli istituti di politica internazionale nel Regno Unito, in Germania – dove contribuisce al confronto con la socialdemocrazia europea, in special modo con l'Ostpolitik di Willy Brandt – e, cosa all'epoca inusuale per un politico italiano, nelle università statunitensi: nel 1978 fu il primo dirigente del Partito Comunista Italiano a ricevere un visto per recarsi negli Stati Uniti d'America, dove terrà conferenze e importanti incontri ad Aspen, Colorado, e all'Università di Harvard; l'invito ufficiale, nella sua veste politica, venne soltanto una decina di anni dopo, anche grazie all'interessamento di Giulio Andreotti, e diede luogo anche a un nuovo ciclo di conferenze presso le più prestigiose università statunitensi (Harvard, Yale, Chicago, Berkeley, Johns Hopkins-SAIS e CSIS di Washington).
Nel febbraio 1974, pochi giorni prima dell'espulsione di Aleksandr Solzenicyn dall'Urss, Napolitano è autore di una nota riservata del PCI che attaccava lo scrittore in quanto avrebbe danneggiato lo stato sovietico e la distensione, ma al contempo invitava il PCUS a tollerarlo poiché la repressione sarebbe stata un aiuto ai nemici dello stato sovietico. A espulsione avvenuta tuttavia scrive su L'Unità, e poi su Rinascita, un articolo in cui rifiuta qualsiasi dialogo con il dissidente deluso dal socialismo reale, definendo "aberranti" i giudizi politici espressi da Solzenicyn e mantenendo un giudizio ambiguo sulla decisione del Cremlino di esiliarlo.
Dal 1976 al 1979 diviene responsabile della politica economica del partito.

### Transizione verso la socialdemocrazia europea
Napolitano è stato uno degli esponenti storici della corrente della "destra" del PCI, nata verso la fine degli anni 1960 e ispirata ai valori del socialismo democratico, nel solco della tradizione segnata da Giorgio Amendola. Negli anni di maggior scontro interno la corrente di Napolitano viene detta dagli avversari "migliorista", nome coniato anche con una certa accezione dispregiativa facendo riferimento a un'azione politica che servisse a migliorare le condizioni di vita della classe lavoratrice senza però rivoluzionare strutturalmente il capitalismo.
Da Amendola eredita l'orientamento riformista di leader dell'ala moderata del PCI, proseguendo nella battaglia per far crescere l'europeismo del PCI fino a candidare al Parlamento europeo Altiero Spinelli; riuscì tuttavia a distanziarsi ulteriormente dall'Unione Sovietica condannando l'invasione dell'Afghanistan (giustificata, invece, da Amendola). La sua ferma critica all'URSS fu da allora accettata dalla maggioranza del partito.

Napolitano assieme a Enrico Berlinguer negli anni '70

L'altro personaggio politico con cui nel PCI Napolitano si confronta è Enrico Berlinguer, che considera parte del cammino verso il «superamento delle contraddizioni di fondo tra il PCI nella sua evoluzione e il comunismo come ideologia e come sistema». Al suo fianco nell'esperienza della "solidarietà nazionale", in seguito ne critica le scelte di arroccamento del partito sulle sue posizioni. Napolitano divenne uno dei maggiori esponenti dell'opposizione interna a Berlinguer (per esempio intervenne contro il segretario nella Direzione del 5 febbraio 1981 dedicata ai rapporti con il Partito Socialista Italiano) e lo criticò pubblicamente sull'Unità per il modo in cui aveva posto la «questione morale e l'orgogliosa riaffermazione della nostra diversità». In un famoso articolo pubblicato dall'Unità in quell'estate, Napolitano mette in guardia Berlinguer dai pericoli del settarismo e dell'isolamento parlamentare verso cui, dice, rischia di trascinare il PCI al solo scopo di battere i «familiari sentieri» della lotta di classe.

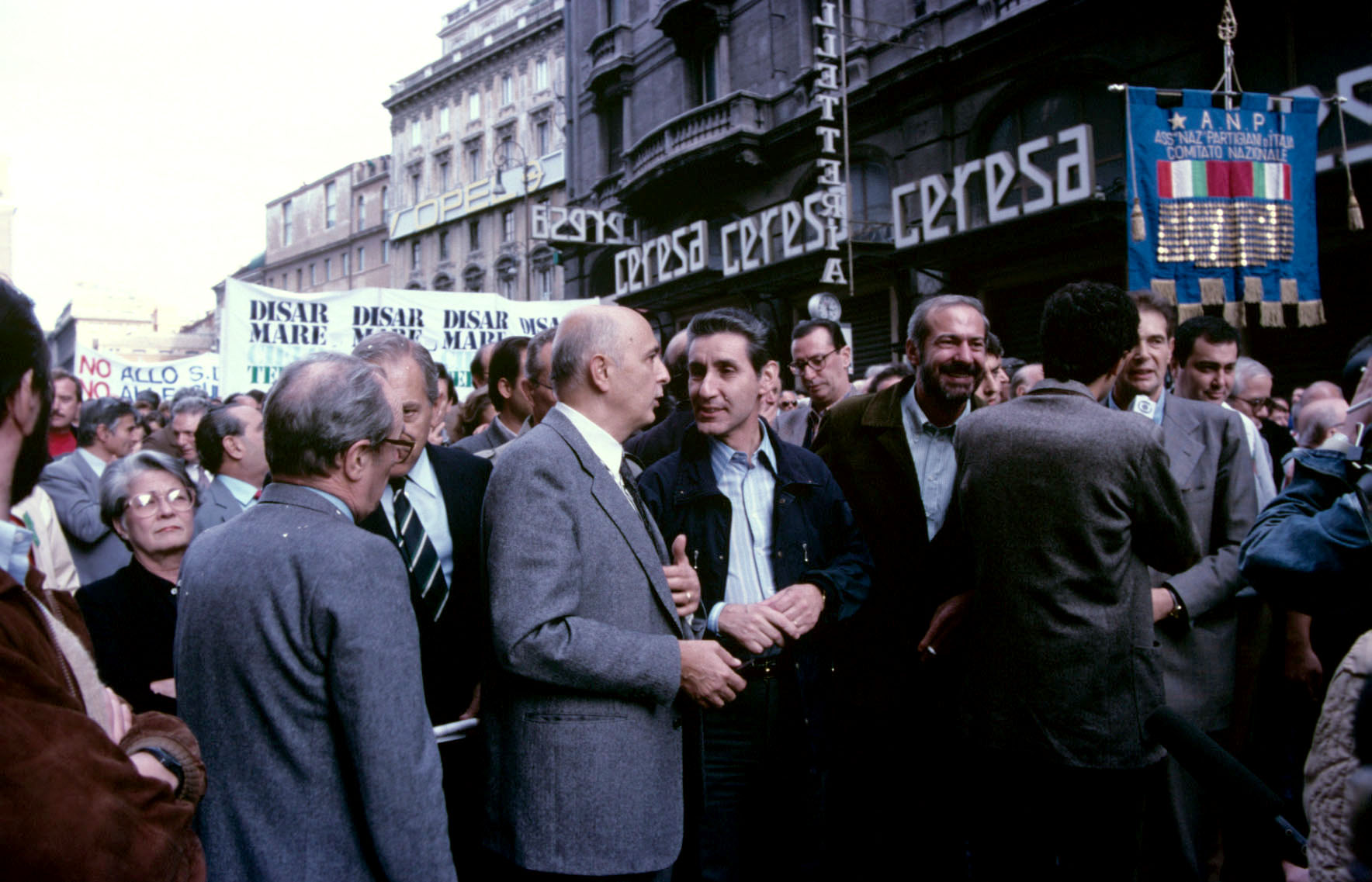
Napolitano a Roma il 25 ottobre 1986, con Stefano Rodotà, Mario Capanna e Luciano Lama, alla manifestazione per il disarmo

Napolitano inoltre si adopera per tenere aperta la possibilità di un confronto e di una possibile convergenza con il PSI. Cerca di mantenere vivi i contatti con il socialismo europeo e italiano, anche negli anni del duro scontro sulla scena politica nazionale tra comunisti e socialisti (e tra i rispettivi leader, Enrico Berlinguer e Bettino Craxi), che raggiunge il culmine nel 1985 con la differente posizione dei due partiti circa il referendum abrogativo sulla cosiddetta "scala mobile".
Nello stesso anno affermava che il riformismo europeo è «il punto di approdo del PCI». Dal 1986 dirige nel partito la commissione per la politica estera e le relazioni internazionali. In quegli anni all'interno del partito prevale, in politica estera, la linea di Napolitano di "piena e leale" solidarietà agli Stati Uniti d'America e alla NATO; Henry Kissinger dichiarò in seguito come Napolitano fosse il suo comunista preferito («my favourite communist»). Dal 1981 al 1986 (durante l'VIII e IX legislatura) è presidente del gruppo dei deputati del PCI alla Camera dei deputati e, dal 1989 al 1992, parlamentare europeo.

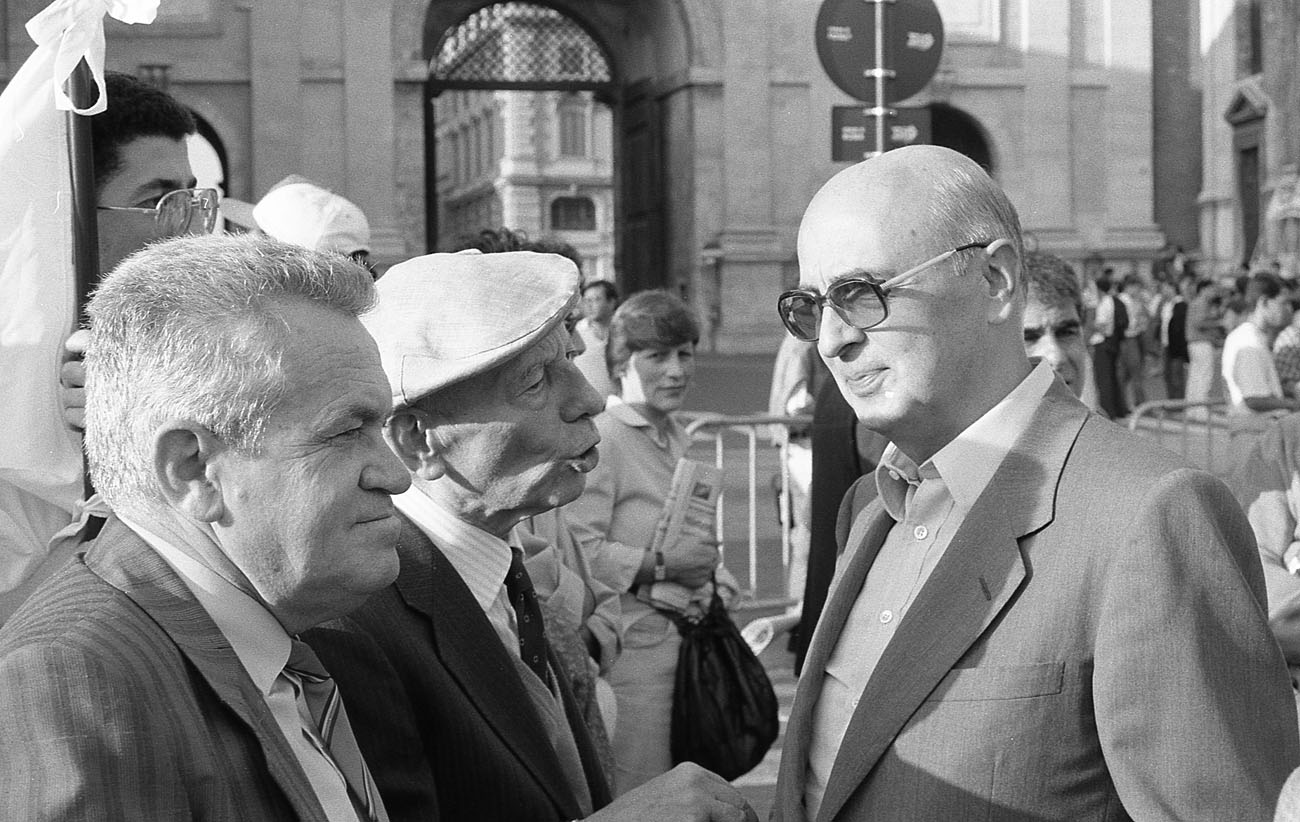
Giorgio Napolitano con Gian Carlo Pajetta a Roma piazza del Popolo per la manifestazione del PCI contro la flotta USA in Oman, 17 ottobre 1987

Alla morte di Enrico Berlinguer, Napolitano è tra i possibili successori alla Segreteria del Partito; gli viene tuttavia preferito Alessandro Natta. Nel luglio del 1989 è Ministro degli Esteri nel governo ombra del PCI, da cui si dimette all'indomani del congresso di Rimini, in cui si dichiara favorevole alla trasformazione in Partito Democratico della Sinistra. In un'intervista concessa il 6 marzo del 1992 ribadirà: «ci caratterizza l'antica convinzione che il PCI abbia tardato a trasformarsi in un partito socialista democratico di stampo europeo». Nel frattempo nel 1991, in piena guerra del Golfo, fa uno storico viaggio in Israele, riportando le posizioni del Partito Comunista Italiano verso una maggiore attenzione alle istanze della comunità ebraica.

### Da Presidente della Camera a Senatore a vita

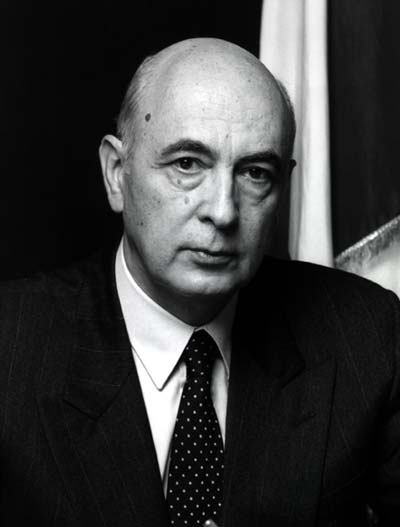
Napolitano agli inizi degli anni '90

Nel 1992 viene eletto presidente della Camera dei Deputati (subentrando a Oscar Luigi Scalfaro, divenuto Presidente della Repubblica Italiana). Si trattò della "legislatura di Tangentopoli" e la sua presidenza divenne uno dei fronti del rapporto tra magistratura e politica; due episodi sono significativi del modo in cui Napolitano guadagnò alle istituzioni il conforto dell'opinione pubblica, che in quel periodo era particolarmente incline alla sfiducia nei confronti delle pubbliche autorità.
Il 2 febbraio 1993 all'ingresso posteriore di palazzo Montecitorio si presentò un ufficiale della Guardia di Finanza con un ordine di esibizione di atti: esso si riferiva agli originali dei bilanci dei partiti politici (peraltro pubblicati anche in Gazzetta Ufficiale) utili al magistrato procedente, Gherardo Colombo della Procura di Milano, per verificare se talune contribuzioni a politici inquisiti fossero state dichiarate a bilancio, secondo le prescrizioni della legge sul finanziamento pubblico ai partiti. Il Segretario generale della Camera, su istruzioni del presidente, oppose all'ufficiale l'immunità di sede, cioè la garanzia delle Camere per cui la forza pubblica non vi può accedere se non su autorizzazione del loro presidente. Nei giorni successivi tutti i partiti politici e tutti i principali organi di stampa sostennero la scelta del presidente Napolitano.
Il secondo episodio ebbe luogo subito dopo la seduta del 29 aprile 1993, in cui alcune delle richieste di autorizzazione a procedere contro Bettino Craxi furono respinte dalla Camera a voto segreto. Il presidente Napolitano convocò il 6 maggio seguente la Giunta per il Regolamento e dispose che le deliberazioni della Camera sulle autorizzazioni a procedere fossero per l'avvenire votate in maniera palese (mantenendo il ricorso al voto segreto solo per la sottoposizione all'arresto, alla perquisizione o ad altra privazione della libertà personale). Innovando così la prassi parlamentare ultrasecolare, la Presidenza della Camera – e quella del Senato, retta da Giovanni Spadolini, che adottò analoga deliberazione in pari data – si evitò per il prosieguo che le proposte di concessione dell'autorizzazione richiesta dalla magistratura fossero respinte nel segreto dell'urna, da quello che era stato ribattezzato il "Parlamento degli inquisiti".
Nella gestione del lato politico della vicenda di Tangentopoli – pur avendo pronunciato un deciso intervento in memoria del suicida deputato Moroni – si consumò la sua rottura con il leader socialista Craxi: scelse di non dare alcun seguito alle doglianze di questi contro il presidente della Giunta delle Autorizzazioni della Camera, l'onorevole Gaetano Vairo, guadagnandone una reazione stizzita a tutto campo. Nel processo Cusani, il 17 dicembre 1993, Craxi affermò: «come credere che il presidente della Camera, onorevole Giorgio Napolitano, che è stato per molti anni ministro degli Esteri del PCI e aveva rapporti con tutta la nomenklatura comunista dell'Est a partire da quella sovietica, non si fosse mai accorto del grande traffico che avveniva sotto di lui, tra i vari rappresentanti e amministratori del PCI e i paesi dell'Est? Non se n'è mai accorto?»; secondo la sentenza sulle tangenti per la metropolitana di Milano, Luigi Majno Carnevale si occupava di ritirare la quota spettante al partito comunista e di girarle, in particolare, alla cosiddetta "corrente migliorista" che «a livello nazionale […] fa capo a Giorgio Napolitano».

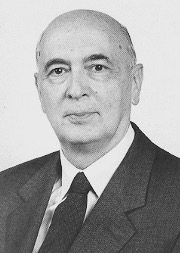
Napolitano eletto per l'ultima volta alla Camera nel 1994

Nel 1994, tornato sui banchi parlamentari dopo esser stato presidente della Camera, fu incaricato dal PDS di pronunciare la dichiarazione di voto sulla fiducia del governo Berlusconi I. Al termine del discorso, Silvio Berlusconi si congratulò con lui per il suo auspicio di «una linea di confronto non distruttivo tra maggioranza e opposizione». Si tratta di un rapporto mantenutosi nei ranghi per tre lustri, fino alla crisi istituzionale sul caso Englaro nel febbraio del 2009.
Successivamente, Romano Prodi lo sceglie come ministro dell'interno del suo governo nel 1996. Come primo ex comunista a occupare la massima carica del Viminale, propone con Livia Turco quella che diverrà nel luglio 1998 la legge Turco-Napolitano, che istituisce i centri di permanenza temporanea per gli immigrati clandestini. Mentre ricopre tale incarico, è molto criticato per non aver attuato una tempestiva e adeguata sorveglianza su Licio Gelli, fuggito all'estero (dopo essere evaso dal carcere già nel 1983) il 28 aprile 1998, il giorno stesso della divulgazione della sentenza definitiva di condanna per depistaggio e strage da parte della Cassazione; per questi fatti il direttore di MicroMega, Paolo Flores d'Arcais, ne chiede le dimissioni. Parte dell'opposizione presenterà per questo una mozione di sfiducia contro di lui e il ministro della giustizia Giovanni Maria Flick che verrà respinta con 46 sì e 310 no il 29 maggio 1998.
Dopo la caduta dell'esecutivo guidato da Prodi, è nuovamente europarlamentare dal 1999 al 2004 tra le file dei Democratici di Sinistra, ricoprendo inoltre la carica di presidente della Commissione Affari Costituzionali, una delle più influenti del Parlamento europeo. Il 23 settembre 2005 è nominato, assieme a Sergio Pininfarina, senatore a vita dal presidente della Repubblica Carlo Azeglio Ciampi.

### Presidente della Repubblica Italiana

#### Primo mandato

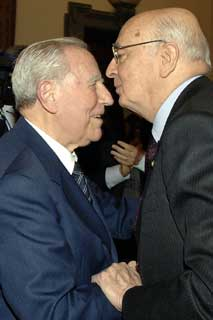
Giorgio Napolitano subentra come presidente della Repubblica Italiana a Carlo Azeglio Ciampi

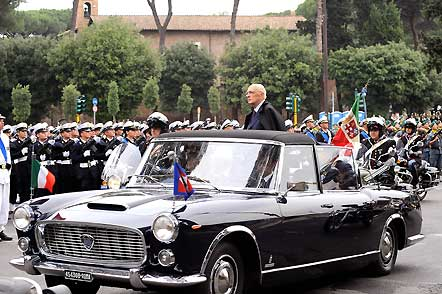
Il presidente Napolitano nel 2008, alla parata della Festa della Repubblica Italiana

Il 10 maggio 2006, alla quarta votazione, è eletto undicesimo presidente della Repubblica Italiana, con 543 voti su 990 votanti dei 1009 aventi diritto. Giura entrando ufficialmente in carica il giorno 15 maggio (dopo le dimissioni anticipate di Ciampi). È il primo esponente politico proveniente dal PCI a divenire presidente della Repubblica, nonché il primo proveniente da un gruppo parlamentare (in questo caso, L'Ulivo) dopo la caduta della cosiddetta Prima Repubblica. Tra i suoi primi atti, la concessione della grazia a Ovidio Bompressi, in continuità con le determinazioni assunte dal predecessore Carlo Azeglio Ciampi.

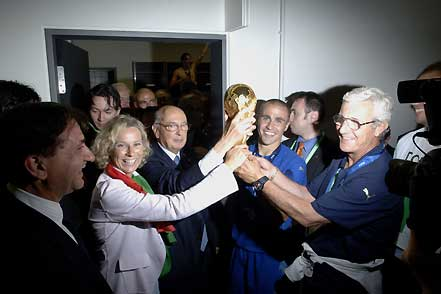
Napolitano con la ministra Melandri, il ct della nazionale Lippi e il capitano azzurro Cannavaro dopo la vittoria ai mondiali 2006

Il 9 luglio successivo è stato presente, insieme al ministro Giovanna Melandri, all'Olympiastadion di Berlino durante la partita finale del campionato mondiale di calcio, dove l'Italia ha conquistato il suo quarto titolo mondiale: prima di allora, tale onore era spettato solo a Sandro Pertini durante la finale del 1982.
Nella veste di presidente del Consiglio superiore della magistratura, Napolitano ha assunto una serie di iniziative verso l'ordine giudiziario: nella primavera del 2007 ha chiesto al CSM stesso notizie relative al fascicolo personale di Henry John Woodcock, il pubblico ministero che indagava su Vittorio Emanuele di Savoia, mentre nell'autunno del 2008 ha più volte auspicato la risoluzione della "guerra tra le Procure" di Salerno e Catanzaro circa le indagini attinenti all'avocazione delle inchieste del PM Luigi de Magistris.
Sempre nel 2008, nel pieno delle polemiche per le forti contestazioni, da parte di esponenti dei centri sociali e della sinistra, alla presenza di Israele alla Fiera Internazionale del Libro di Torino (nazione invitata per il sessantennale della sua creazione ma, al contrario del Salon du Livre di Parigi che aveva fatto una scelta analoga, senza dare spazio anche agli scrittori palestinesi), l'annunciata visita di Napolitano alla manifestazione viene criticata da Ṭāriq Ramaḍān: secondo lo scrittore svizzero, la sua presenza avrebbe dato una valenza politica all'invito dello Stato del Vicino Oriente, e lo stesso Napolitano avrebbe equiparato le critiche a Israele all'antisemitismo; in risposta a ciò, è stata emessa una nota del Quirinale.

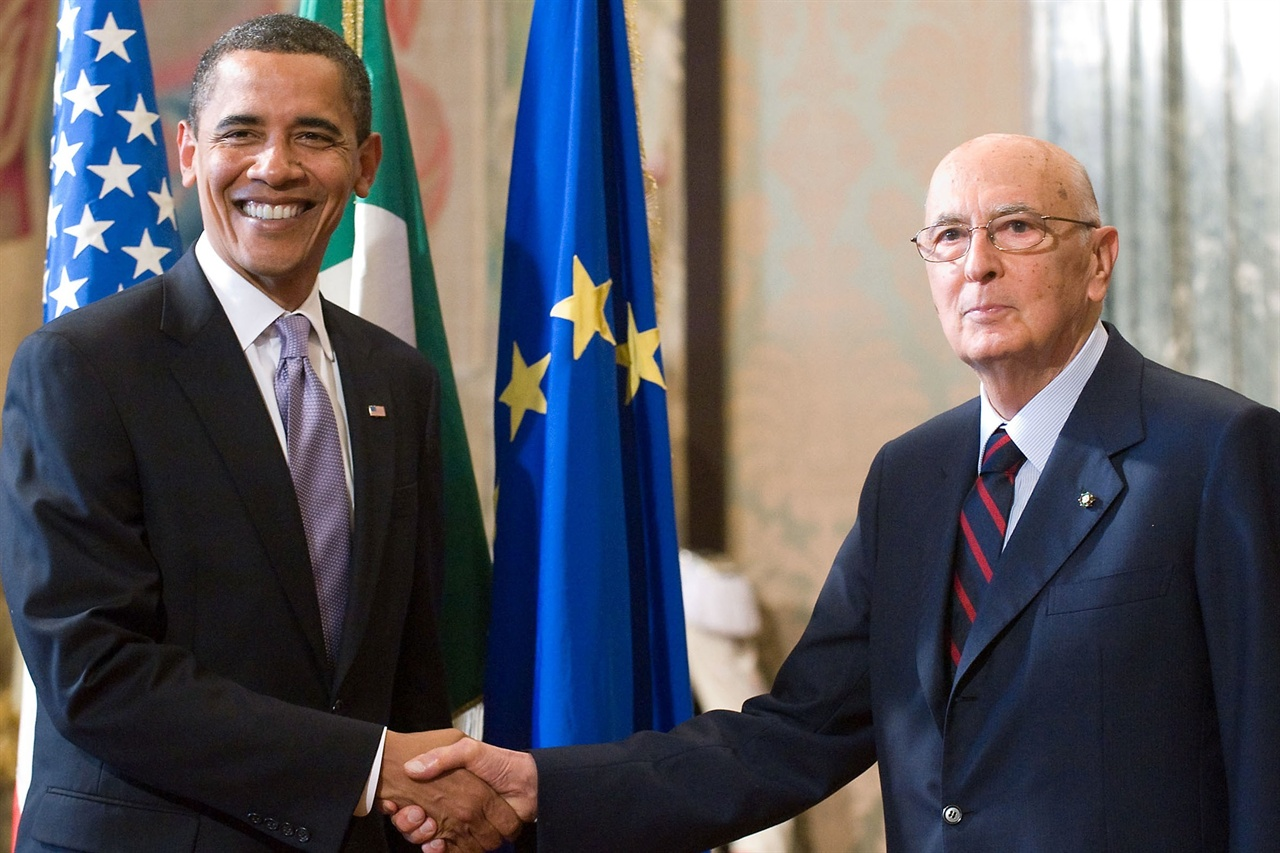
Napolitano con il presidente degli Stati Uniti Barack Obama al Palazzo del Quirinale, nel luglio del 2009

Il 14 novembre 2009 gli è stata conferita una laurea honoris causa in politiche e istituzioni dell'Europa dall'Università degli Studi di Napoli "L'Orientale". Il 6 maggio 2010 Napolitano ha poi dato avvio alle celebrazioni per il 150º anniversario dell'Unità d'Italia.
Il 20 settembre successivo ha ricevuto in Campidoglio la prima cittadinanza onoraria di Roma Capitale. Il 7 gennaio 2011, come primo atto del nuovo anno nonché nell'ambito delle celebrazioni per il centocinquantennale dell'unità nazionale, si è recato in visita prima a Reggio Emilia per commemorare l'adozione del Tricolore avvenuta, proprio il 7 gennaio del 1797, nella città emiliana, poi a Forlì per ricordare la figura del patriota mazziniano Aurelio Saffi. Il 17 marzo 2012 è intervenuto all'incontro, organizzato presso il Quirinale, avente a tema, in quanto relativo momento di chiusura, "Bilancio e significato delle celebrazioni per il 150º anniversario dell'Unità d'Italia"; in tale occasione, tra l'altro, ha consegnato uno speciale riconoscimento, per il contributo storico al Risorgimento e per l'impegno nelle celebrazioni stesse, a dieci città (Bergamo, Firenze, Forlì, Genova, Marsala, Pontelandolfo, Reggio Emilia, Rionero in Vulture, Roma e Torino) in rappresentanza di tutto il Paese.
Il 29 giugno, in occasione della sua visita ufficiale in Regno Unito, ha ricevuto un dottorato honoris causa in diritto dall'Università di Oxford.
Tra i suoi atti informali Napolitano ha invitato al Quirinale gli "azzurri" della nazionale di calcio reduci dai campionati europei del 2012, elogiandoli per i loro «risultati straordinari» ed esprimendo il suo riconoscimento essendoci stati «molti momenti difficili alle spalle».
La scadenza naturale del primo mandato avrebbe dovuto essere il 15 maggio 2013, accorciata al 22 aprile dello stesso anno con il giuramento del secondo mandato.

##### Gestione delle crisi di governo

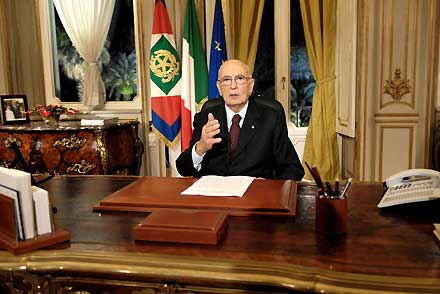
Il presidente Giorgio Napolitano pronuncia il messaggio di fine anno agli italiani nel 2008

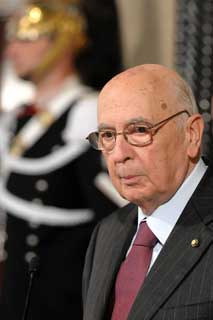
Giorgio Napolitano al termine delle consultazioni del 7 maggio 2008

Dal 21 febbraio 2007 si trova a dover gestire la prima crisi di governo da quando è salito al Colle, causata dalle dimissioni del premier Romano Prodi, in seguito al voto contrario del Senato alla relazione sulla politica estera del suo esecutivo; dopo tre giorni, rinvia il governo alle Camere per la fiducia.
Il 24 gennaio 2008 riceve nuovamente le dimissioni di Prodi, in seguito al mancato voto di fiducia al governo maturato in Senato (in seguito all'abbandono della maggioranza da parte dell'UDEUR di Clemente Mastella e alle defezioni di Dini, Bordon, Rossi e Turigliatto). Avvia le consultazioni con le forze politiche per la ricomposizione della crisi di governo e, propenso a scongiurare le elezioni anticipate (pure richieste dalla maggioranza delle forze parlamentari) ma consapevole della difficoltà di creare un nuovo esecutivo con maggioranza stabile, il 30 gennaio conferisce al presidente del Senato Franco Marini un mandato esplorativo finalizzato a trovare un consenso tra le forze politiche su una riforma della legge elettorale e su un governo che assuma le decisioni più urgenti; il tentativo fallisce e, il 4 febbraio, Marini rimette il mandato ricevuto. Due giorni dopo, il Capo dello Stato firma il decreto di scioglimento delle Camere, chiudendo a ventidue mesi dal suo insediamento la XV Legislatura, la seconda più breve della storia della Repubblica (dopo l'XI Legislatura dove fu Presidente della Camera).
L'8 novembre 2011, giorno in cui il governo Berlusconi IV verifica di non avere più una maggioranza parlamentare alla Camera e si verificano intensi attacchi speculativi ai titoli di Stato, Napolitano si accorda con Berlusconi perché si addivenga alle dimissioni del suo governo non appena sia concluso l'iter di approvazione delle leggi di bilancio. Il giorno successivo Napolitano nomina Mario Monti senatore a vita, mossa interpretata dai commentatori e dai mercati finanziari come l'indicazione di un probabile successivo incarico al ruolo di Presidente del consiglio; infatti il 12 novembre, dopo l'approvazione e la promulgazione della manovra di stabilità, Napolitano accoglie le dimissioni di Berlusconi e affida proprio a Monti l'incarico per la formazione di un nuovo esecutivo. Proprio nella fase di formazione di questo governo, il ruolo del Capo dello Stato è stato rilevato come di primario impulso alla riuscita dell'incarico tanto che, in un editoriale del 2 dicembre 2011, il New York Times attribuisce al presidente Napolitano il soprannome di "Re Giorgio", con un chiaro riferimento a re Giorgio VI del Regno Unito, per la sua «maestosa» difesa delle istituzioni democratiche italiane anche al di là delle strette prerogative presidenziali e per il ruolo da lui svolto nel passaggio dal governo di Silvio Berlusconi a quello di Mario Monti. Nella fine di dicembre il settimanale l'Espresso ha nominato il 2011 "l'anno di Napolitano" e, di conseguenza, lui stesso "uomo dell'anno". Da diverse parti, tuttavia, sono provenute critiche nei confronti del modus operandi del Presidente, accusato di aver eccessivamente esteso i margini operativi del suo mandato e di aver fatto prevalere in maniera forzosa i suoi giudizi di merito sull'ordinaria vita politica del Paese e il dettato costituzionale, creando un precedente rischioso.
Nella fase di formazione del nuovo governo, successiva alle elezioni politiche del 2013, il 22 marzo ha affidato a Pier Luigi Bersani un incarico per «verificare l'esistenza di un sostegno parlamentare certo» nella formazione di un esecutivo nel minor tempo possibile. Seguendo le richieste del presidente, Bersani ha dato inizio a un lungo giro di consultazioni comprendenti sia le parti sociali che politiche al termine delle quali, il 28 marzo, ha riferito al Quirinale l'esito infruttuoso delle stesse.

##### Nomine presidenziali

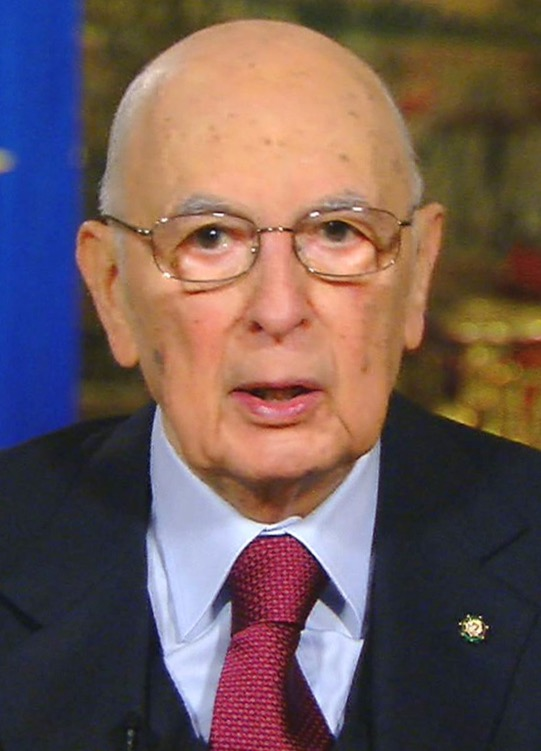
Napolitano nel corso del messaggio di fine anno agli italiani nel 2014

Governi
- XV legislatura (2006-2008)
  - Prodi II, 17 maggio 2006

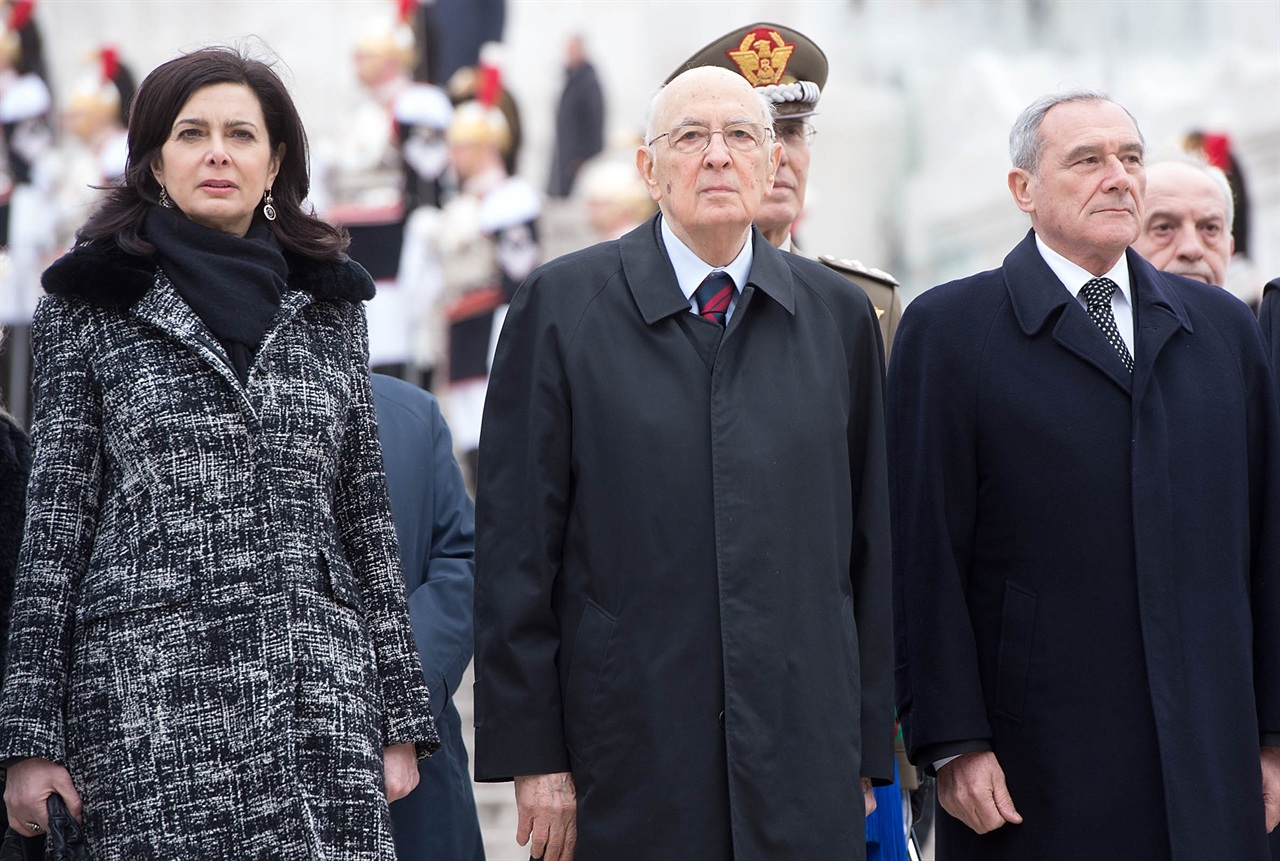
I presidenti della Camera Laura Boldrini e del Senato Pietro Grasso, assieme a Napolitano, per la Giornata dell'Unità Nazionale e delle Forze Armate del 2013

  - Incarico esplorativo a Franco Marini
- XVI legislatura (2008-2013)
  - Berlusconi IV, 8 maggio 2008
  - Monti, 16 novembre 2011
- XVII legislatura (2013-2018)
  - Incarico esplorativo a Pier Luigi Bersani[38]

Giudici della Corte costituzionale
- Paolo Grossi, 17 febbraio 2009
- Marta Cartabia, 2 settembre 2011

Senatori a vita
- Mario Monti, 9 novembre 2011

#### Secondo mandato

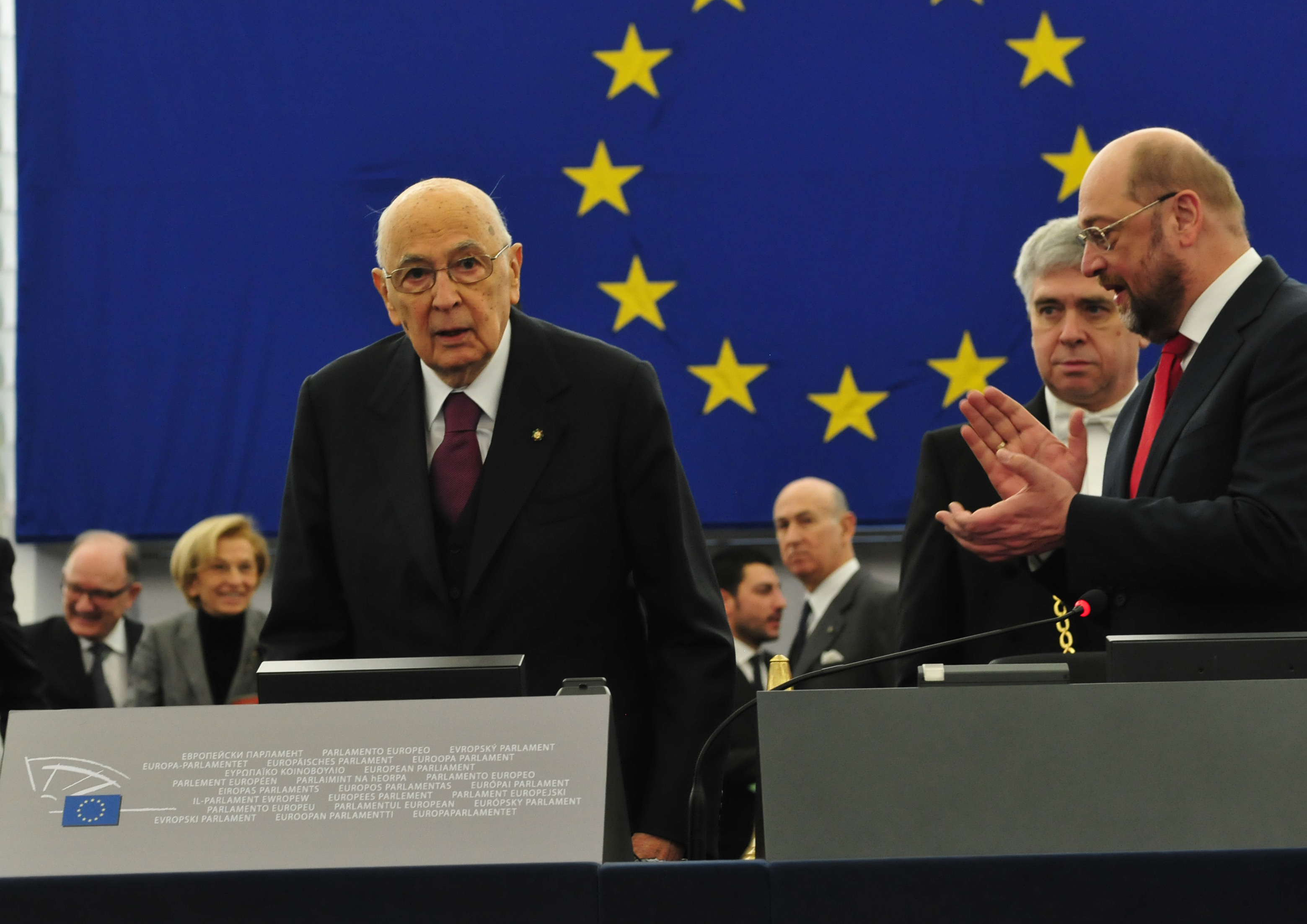
Napolitano nel febbraio del 2014 al Parlamento europeo di Strasburgo, applaudito da Martin Schulz

Il 20 aprile 2013, visto lo stallo successivo alle elezioni politiche, un ampio schieramento trasversale del neo-eletto parlamento chiese a Giorgio Napolitano la disponibilità a essere rieletto come Presidente della Repubblica, da lui concessa, venendo riconfermato alla carica, alla sesta votazione, con 738 voti su 997 votanti dei 1007 aventi diritto: Napolitano è divenuto così il primo presidente, nella storia della Repubblica Italiana, a essere eletto per un secondo mandato.
Per completare l'iter burocratico, nella mattinata del 22 aprile sottoscrive l'atto di dimissioni anticipate dal suo primo settennato, da lui aperto il 15 maggio 2006; a seguito di ciò, lo stendardo presidenziale sul Palazzo del Quirinale viene temporaneamente ammainato. Alle 17:00 dello stesso giorno presta giuramento quale presidente rieletto, pronunciando il discorso innanzi al Parlamento in seduta comune. La cerimonia di insediamento è stata più sobria e più breve rispetto alla precedente; per gli spostamenti non è stata utilizzata la Lancia Flaminia presidenziale ma una Thema, e il presidente è stato scortato solo da quattro Carabinieri motociclisti; data la rielezione, non vi è stato alcun passaggio di consegne al Quirinale.

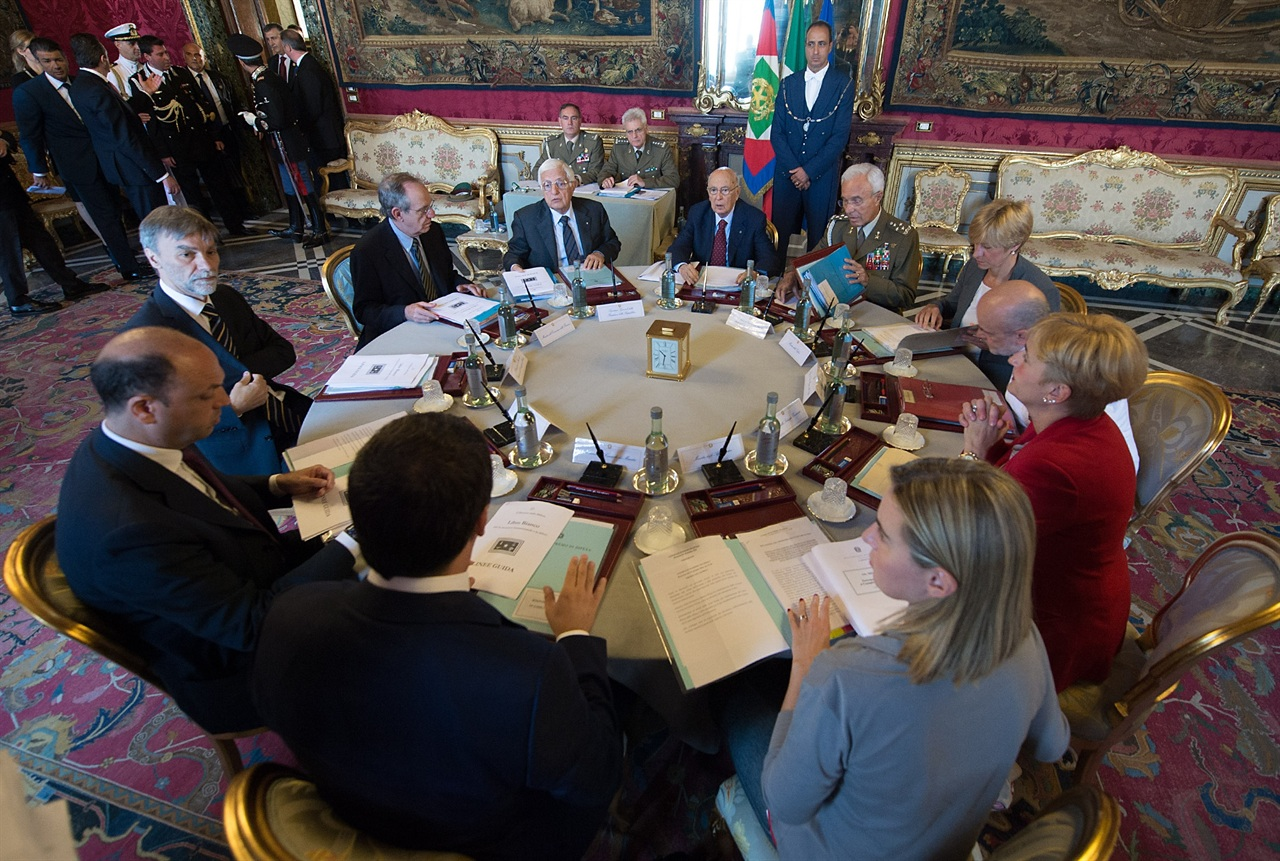
Napolitano nel giugno del 2014, mentre presiede il Consiglio Supremo di Difesa

Nelle settimane seguenti, in una videointervista concessa a Eugenio Scalfari, dichiara di essere «stato quasi costretto ad accettare la candidatura a una rielezione o a una nuova elezione come presidente della Repubblica, essendo profondamente convinto di dover lasciare». Aggiunge poi che «abbiamo vissuto un momento terribile. Abbiamo assistito a qualcosa a cui non avevamo assistito [...] . Ho detto di sì per senso delle istituzioni. Ho ritenuto che si trattasse di salvaguardare la continuità istituzionale.»
Il 23 aprile apre le consultazioni di rito volte alla formazione del nuovo governo, e il giorno successivo dà l'incarico a Enrico Letta di formare un suo esecutivo, ritenuto il primo «governo di larghe intese» nella storia repubblicana. L'8 giugno 2013 compie la prima visita ufficiale all'estero del suo secondo mandato, recandosi in Vaticano da papa Francesco. L'8 ottobre seguente invia alle Camere il suo primo messaggio presidenziale sulla questione carceraria, invitando il Parlamento a prendere in considerazione indulto e amnistia.
Il 17 febbraio 2014, dopo le dimissioni irrevocabili di Enrico Letta a seguito dell'approvazione da parte della Direzione Nazionale del Partito Democratico di un documento in cui si chiedeva un cambio di esecutivo, Napolitano affida a Matteo Renzi l'incarico di formare un nuovo governo. Il governo Renzi giura il 22 febbraio, ottenendo la fiducia del Senato e della Camera dei deputati rispettivamente il 24 e il 25 febbraio.
Il 14 gennaio 2015 il presidente ha rassegnato le proprie dimissioni, preannunciate nel suo ultimo messaggio di fine anno (31 dicembre 2014) e dovute alle difficoltà legate all'età. Alla scadenza naturale del secondo mandato, prevista per il 22 aprile 2020, qualora l'avesse completato, Napolitano avrebbe avuto quasi 95 anni.

##### Nomine presidenziali
Governi
- XVII legislatura (2013-2018)
  - Letta, 28 aprile 2013
  - Renzi, 22 febbraio 2014

Senatori a vita
- Claudio Abbado, 30 agosto 2013
- Elena Cattaneo, 30 agosto 2013
- Renzo Piano, 30 agosto 2013
- Carlo Rubbia, 30 agosto 2013

Giudici della Corte costituzionale
- Giuliano Amato, 12 settembre 2013
- Daria de Pretis, 18 ottobre 2014
- Nicolò Zanon, 18 ottobre 2014

### Senatore a vita

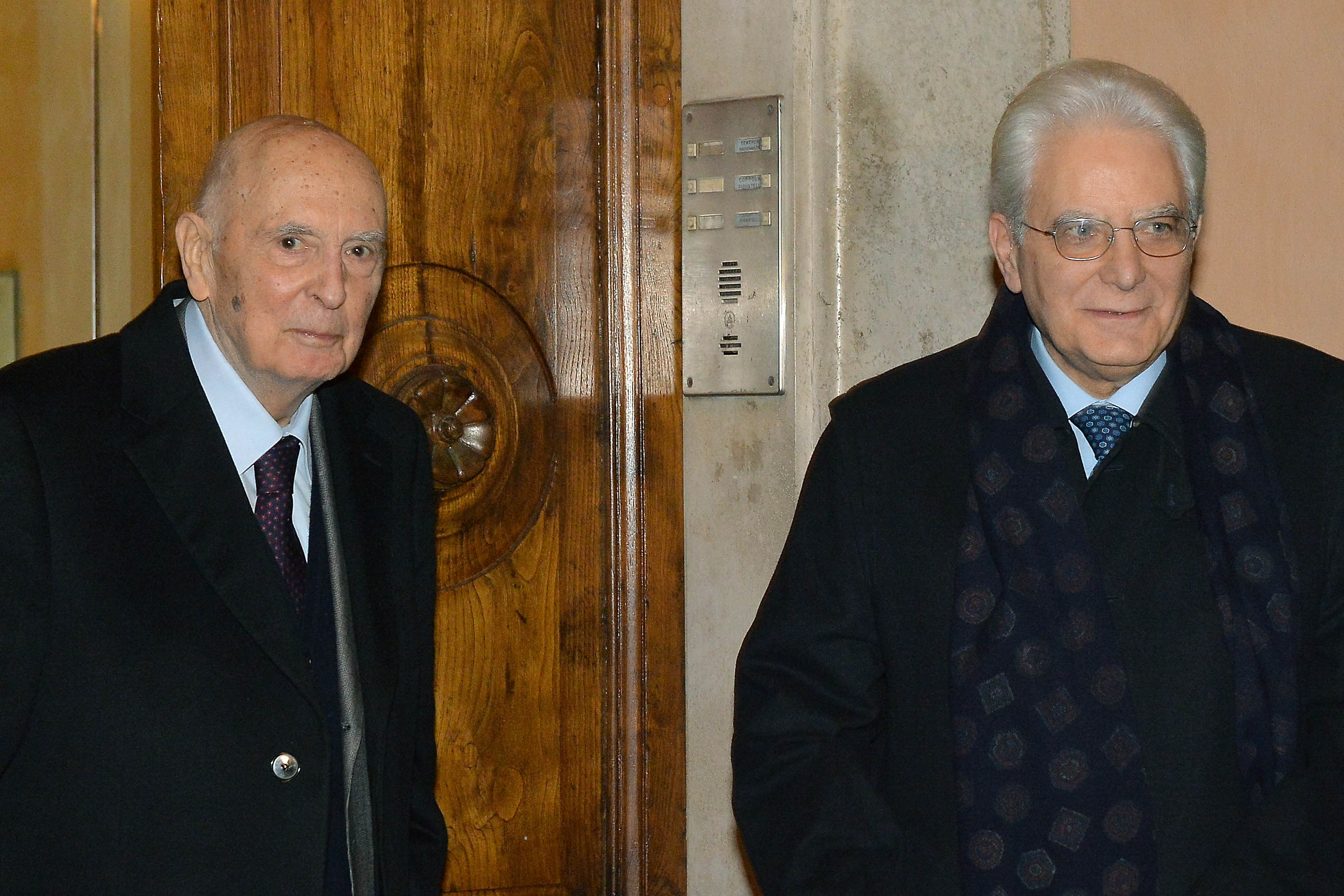
Il presidente emerito Napolitano incontra il suo successore Sergio Mattarella dopo l'elezione

Con le dimissioni da Presidente della Repubblica il 14 gennaio 2015, in quanto presidente emerito rientra nuovamente in Senato come senatore di diritto e a vita. Il 19 gennaio successivo si iscrive al gruppo parlamentare Per le Autonomie - PSI - MAIE. Il 31 gennaio, al quarto scrutinio delle nuove elezioni per il capo dello Stato, ottiene ugualmente 2 voti. Il 1º aprile 2015 è nominato presidente onorario dell'Istituto per gli studi di politica internazionale.
Nel 2016 definì "inconsistente e pretestuosa" l'iniziativa in merito al referendum abrogativo sulle concessioni petrolifere, difendendo il diritto all'astensione. Nello stesso anno si schierò in favore della riforma costituzionale Renzi-Boschi, poi bocciata dal referendum del 4 dicembre, a seguito del quale Renzi si dimise spianando la strada al governo Gentiloni, al quale Napolitano votò la fiducia il 14 dicembre.
Il 26 novembre 2017 esprime in Senato alcune perplessità sulla nuova legge elettorale, detta "Rosatellum", votando tuttavia a favore della stessa e alle fiducie che il governo aveva posto.
Il 23 e 24 marzo 2018, in qualità di senatore più anziano, svolge le funzioni di presidente provvisorio del Senato della Repubblica. In tale veste dirige quindi le votazioni che portano all'elezione della senatrice Maria Elisabetta Alberti Casellati alla seconda carica dello Stato.
Dal 7 aprile 2021 è il più longevo presidente della Repubblica, avendo superato il suo predecessore, Carlo Azeglio Ciampi, morto nel 2016 a 95 anni e 282 giorni di età.
Il 13 ottobre 2022, al debutto della XIX legislatura, rinuncia al ruolo di presidente provvisorio del Senato della Repubblica, già ricoperto nel 2018, che gli sarebbe spettato in qualità di senatore più anziano. Le sue funzioni passano quindi a Liliana Segre, che dirige le votazioni che portano all'elezione del senatore Ignazio La Russa alla seconda carica dello Stato.

### Problemi di salute e morte
Il 24 aprile 2018, a seguito di un malore con forti dolori al petto, viene ricoverato d'urgenza all'ospedale San Camillo di Roma e sottoposto a un intervento all'aorta. L'intervento è considerato un successo e il 2 maggio l'ospedale rende noto che il senatore è stato trasferito al reparto di degenza della cardiochirurgia e ha iniziato un programma di riabilitazione cardio-respiratoria, essendo "in ottime condizioni neuro-cognitive e psicologiche". Il 22 maggio viene ricoverato in una clinica per proseguire il decorso post-operatorio e viene infine dimesso il 7 giugno.
Il 21 maggio 2022 è stato operato all'addome all'ospedale Spallanzani di Roma dall'équipe del professor Giuseppe Maria Ettorre, esperto in chirurgia oncologica, epatobiliare e dei trapianti di fegato.

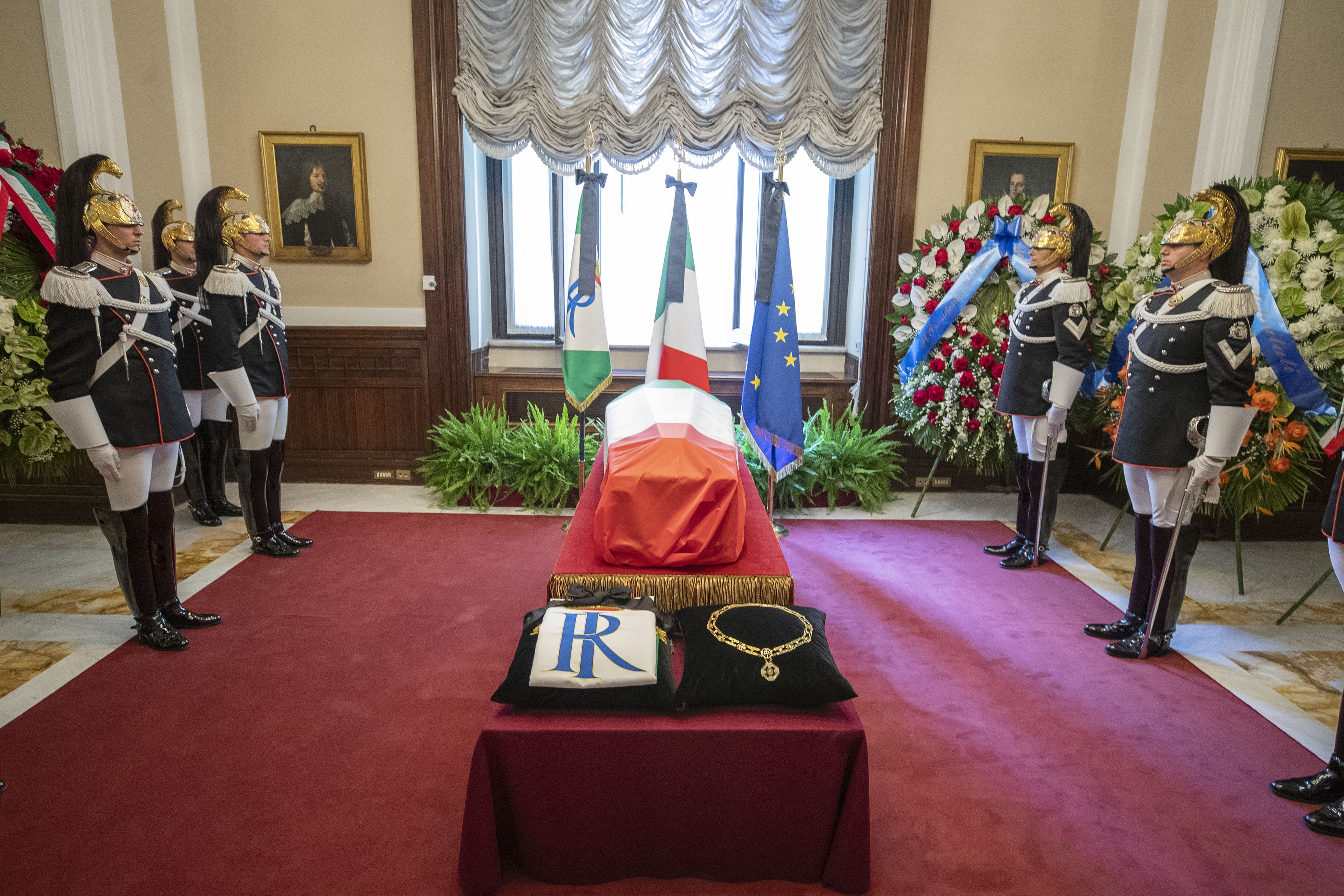
Esequie di Stato civili con cerimonia di commemorazione del Presidente Emerito della Repubblica Giorgio Napolitano

Muore alle 19:45 del 22 settembre 2023 all'età di 98 anni presso la clinica Salvator Mundi a Roma, dove era ricoverato da alcuni giorni in seguito all'aggravarsi delle sue condizioni di salute.
La camera ardente si è tenuta al Palazzo Madama, sede del Senato della Repubblica, domenica 24 e lunedì 25 settembre, mentre il governo Meloni ha decretato, in aggiunta ai funerali di Stato (per martedì 26 settembre alla Camera), il lutto nazionale. Anche papa Francesco ha voluto omaggiarlo, recandosi alla camera ardente e soffermandosi in preghiera davanti al feretro: si è trattata della prima volta di un Pontefice. Il funerale, per volontà di Napolitano è celebrato in forma laica (come avvenuto già nel 1999 e nel 2015 per due presidenti della Camera: Nilde Iotti e Pietro Ingrao), per la prima volta nella storia presso l'aula della Camera dei deputati a Palazzo Montecitorio, in diretta su Rai 1. Presenti il presidente della Repubblica Mattarella e tutte le cariche istituzionali, anche di altri stati, come il presidente francese Emmanuel Macron e quello tedesco Frank-Walter Steinmeier. Al termine della cerimonia il feretro è stato sepolto nel cimitero acattolico di Roma.

## Controversie

### Promulgazione di leggi

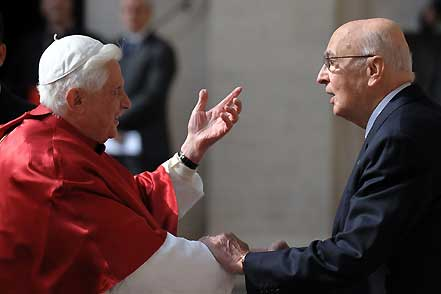
Napolitano accoglie papa Benedetto XVI nell'ottobre del 2008

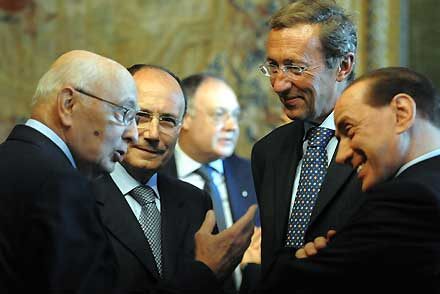
Napolitano nel novembre del 2008, a colloquio con Renato Schifani, Gianfranco Fini e Silvio Berlusconi

Durante il suo mandato presidenziale, Napolitano fu a volte accusato di essere troppo accondiscendente nei confronti di Silvio Berlusconi nei periodi in cui quest'ultimo ricoprì la carica di presidente del Consiglio (2008-2011). In quest'ottica Napolitano venne attaccato per avere firmato alcune delle leggi approvate dal Parlamento su proposta del governo, giudicate in maniera critica da una parte dell'opposizione.
In particolare:
- Nel 2008, in occasione della promulgazione del lodo Alfano, Beppe Grillo pose sul suo blog cinque domande critiche a Napolitano, colpevole, secondo lui, di aver firmato e quindi legittimato una legge anticostituzionale,[73] per la quale fu richiesto il pronunciamento da parte della Corte costituzionale che il 19 ottobre 2009, con la sentenza nº 262, ritenne effettivamente incostituzionale il lodo Alfano.[74] Il 21 maggio dello stesso anno, sul sito web della Presidenza della Repubblica fu pubblicato un comunicato ufficiale[75] di risposta alle critiche di Grillo. Sempre a tal proposito, anche il presidente emerito Carlo Azeglio Ciampi criticò la scelta del suo successore di firmare subito, e soprattutto di usare come motivazione il fatto che «tanto se me le ripresentano uguale a quel punto sono costretto a firmarla».[76]
- Nel 2009 il leader dell'Italia dei Valori Antonio Di Pietro criticò Napolitano in occasione della promulgazione del cosiddetto scudo fiscale, per aver firmato la legge senza rinvio alle camere.[77]
- Nel 2010 sempre Di Pietro dichiarò di star valutando una richiesta di messa in stato di accusa per Napolitano,[78] dopo che qualche settimana prima delle elezioni regionali, a seguito dell'esclusione delle liste del PdL in Lazio e Lombardia, il presidente della Repubblica aveva firmato il decreto-legge del governo per la riammissione degli elenchi esclusi.[79]
- Quando, nell'aprile del 2010, Napolitano promulgò la legge sul legittimo impedimento del capo del governo e dei ministri, i pubblici ministeri di Milano si dissero pronti a ricorrere alla Consulta per sollevare un'eccezione di incostituzionalità;[80] con la sentenza nº 23/2011, la Corte giudicò incostituzionali alcune disposizioni della legge medesima.[81]

Inoltreː
- Il 30 gennaio 2014 parlamentari del Movimento 5 Stelle depositarono una messa in stato di accusa nei confronti di Napolitano per attentato contro la costituzione, motivando ciò con il suo supposto avallo a leggi incostituzionali e anche in merito ad aspetti della cosiddetta trattativa Stato-mafia.[82] L'11 febbraio successivo il comitato parlamentare chiamato a decidere in merito respinse l'istanza, ritenuta «manifestamente infondata», votando per la sua archiviazione.[83]

### Conflitto con la Procura di Palermo
Un altro episodio che diede luogo a critiche dell'operato di Giorgio Napolitano fu quello del conflitto d’attribuzione sollevato dallo stesso Napolitano contro la Procura di Palermo la quale, intercettando l'utenza telefonica di Nicola Mancino (accusato di falsa testimonianza nell'ambito del processo sulla trattativa Stato-mafia), aveva casualmente registrato delle conversazioni intercorse tra quest'ultimo e l'allora presidente della Repubblica. Scopo del conflitto d'attribuzione era quello di evitare che le intercettazioni in questione, già giudicate irrilevanti dai p.m. di Palermo, fossero distrutte – come era previsto dall'art. 268 c.p.p. – a seguito di una “udienza stralcio” nella quale gli avvocati delle parti in causa avrebbero potuto ascoltare le conversazioni, con il rischio che ne divulgassero i contenuti alla stampa. La vicenda ebbe un enorme risalto mediatico e, per mesi, l'opinione pubblica si divise tra chi appoggiava la scelta di Napolitano (ad esempio Valerio Onida e Eugenio Scalfari) e chi invece, come l'ex presidente della Corte costituzionale Gustavo Zagrebelsky e Franco Cordero, la criticò aspramente, quest'ultimo arrivando addirittura ad accusare il presidente della Repubblica di rivendicare dei privilegi da monarca assoluto. Fu per tale motivo che nacque il nomignolo di “Re Giorgio”, con il quale Napolitano fu poi spesso chiamato dalla stampa anche negli anni successivi.
Il conflitto di attribuzione tra Quirinale e Procura della Repubblica presso il Tribunale di Palermo (difesa dai costituzionalisti Alessandro Pace e Giovanni Serges e dall'ex membro del CSM Mario Serio) fu risolto dalla Corte costituzionale con la celebre sentenza n. 1/2013 (relatori Gaetano Silvestri e Giuseppe Frigo). La Consulta, pur riconoscendo che il principio d'inviolabilità della riservatezza delle comunicazioni del presidente della Repubblica possa venir meno quando essa comporterebbe «il sacrificio di interessi riferibili a principi costituzionali supremi», osservò come «il divieto assoluto di ricorso al controllo delle comunicazioni telefoniche, enunciato in rapporto ai reati presidenziali» (legge 219/1989), «debba estendersi, nel silenzio della legge, ad altre fattispecie di reato che possano a diverso titolo coinvolgere il Presidente» e che «a maggior ragione dovrebbe ritenersi inammissibile l'utilizzazione di sue conversazioni intercettate occasionalmente nel corso di indagini concernenti reati addebitabili a terzi»; il giudice dovrebbe disporre la distruzione della documentazione delle intercettazioni non già ex artt. 268 e 269 c.p.p., cioè nell'ambito di un'udienza camerale in cui le parti, in contraddittorio fra loro, discutono della rilevanza processuale delle comunicazioni intercettate, bensì ex art. 271, comma 3, disposizione che, nello stabilire, per il giudice, il dovere di disporre la distruzione della documentazione relativa alle intercettazioni di cui è vietata l'utilizzazione, non gli impone di fissare simile udienza e, pertanto, consente «modalità idonee ad assicurare la segretezza del contenuto delle conversazioni intercettate».

## Opere
- Movimento operaio e industria di Stato, Roma, Editori Riuniti, 1962.
- L'insegnamento di Lenin nell'esperienza e nella prospettiva del Pci, in Lenin teorico e dirigente rivoluzionario, Roma, Critica marxista, 1970.
- Scuola, lotta di classe e socialismo, Roma, Editori Riuniti, 1971.
- La democrazia nella scuola, con Giuseppe Chiarante, Roma, Editori Riuniti, 1974.
- I comunisti nella battaglia delle idee, Roma, Editori Riuniti, 1975.
- Classe operaia occupazione e sviluppo, Roma, Editori Riuniti, 1975.
- Intervista sul PCI, a cura di Eric Hobsbawm, Roma-Bari, Laterza, 1976.
- La classe operaia forza di governo, Roma, Editori Riuniti, 1978.
- In mezzo al guado, Roma, Editori Riuniti, 1979.
- Partito di massa negli anni Ottanta, con Enrico Berlinguer, Roma, Editori Riuniti, 1981.
- Il PCI e la sinistra europea, con Gianni Cervetti e Sergio Segre, Roma, Salemi, 1987.
- Oltre i vecchi confini. Il futuro della sinistra e l'Europa, Milano, A. Mondadori, 1989. ISBN 88-04-32174-1.
- Al di là del guado. La scelta riformista, Roma, Lucarini, 1990. ISBN 88-7033-466-X
- Europa e America dopo l'89. Il crollo del comunismo, i problemi della Sinistra, Roma-Bari, Laterza, 1992. ISBN 88-420-3923-3.
- Il meridionalismo storico e il contributo di Gerardo Chiaromonte, Rionero in Vulture, Calice Editori, 1993.
- Dove va la Repubblica. 1992-94, una transizione incompiuta, Milano, Rizzoli, 1994. ISBN 88-17-84377-6.
- Europa politica. Il difficile approdo di un lungo percorso, Roma, Donzelli, 2003. ISBN 88-7989-761-6.
- Dal PCI al socialismo europeo. Un'autobiografia politica, Roma-Bari, Laterza, 2005. ISBN 88-420-7715-1.
- Una transizione incompiuta?, Milano, BUR, 2006. ISBN 88-17-01429-X.
- Altiero Spinelli e l'Europa, Bologna, Il Mulino, 2007. ISBN 978-88-15-11936-0.
- Una e indivisibile. Riflessioni sui 150 anni della nostra Italia, Roma, Rizzoli, 2011. ISBN 88-17-04974-3.
- Il Dio ignoto, con Gianfranco Ravasi e con Ferruccio de Bortoli, Milano, Corriere della Sera, 2013.
- La via maestra. L'Europa e il ruolo dell'Italia nel mondo, conversazione con Federico Rampini, Milano, Mondadori, 2013. ISBN 978-88-04-63247-4.
- Europa, politica e passione, Feltrinelli, 2016. ISBN 978-8807173066.
- Introduzione a Thomas Mann, Moniti all'Europa, Mondadori, 2017. ISBN 978-88-04-68173-1.

## Riconoscimenti
- nomina a Professore onorario all'Università degli Studi di Trento[95] (11 febbraio 2008)
- Grifo d'Oro dalla città di Genova (25 aprile 2008)[96]
- docteur honoris causa all'Université Paris-Sorbonne[97] (28 settembre 2010)
- doctorate h.c. in Civil Law by Diploma all'Oxford University[98] (29 giugno 2011)

## Onorificenze

### Onorificenze italiane

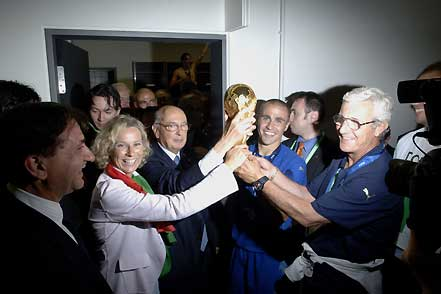
Napolitano neo-presidente della Repubblica solleva la Coppa del Mondo di calcio insieme alla ministra Giovanna Melandri, a Fabio Cannavaro e Marcello Lippi, 10 luglio 2006

Nella sua qualità di Presidente della Repubblica Italiana è stato, dal 15 maggio 2006 al 14 gennaio 2015:
Personalmente è insignito di:

### Onorificenze straniere

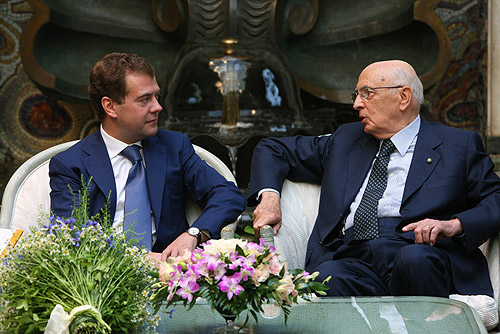
il presidente Napolitano con il presidente della Federazione Russa Dmitrij Medvedev nel 2008

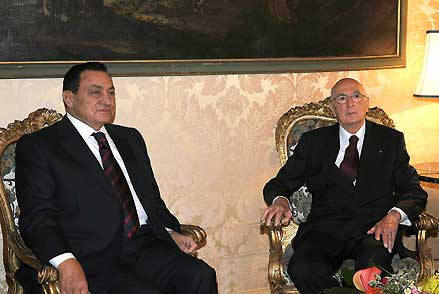
Il presidente Napolitano con il presidente dell'Egitto Hosni Mubarak, 2008

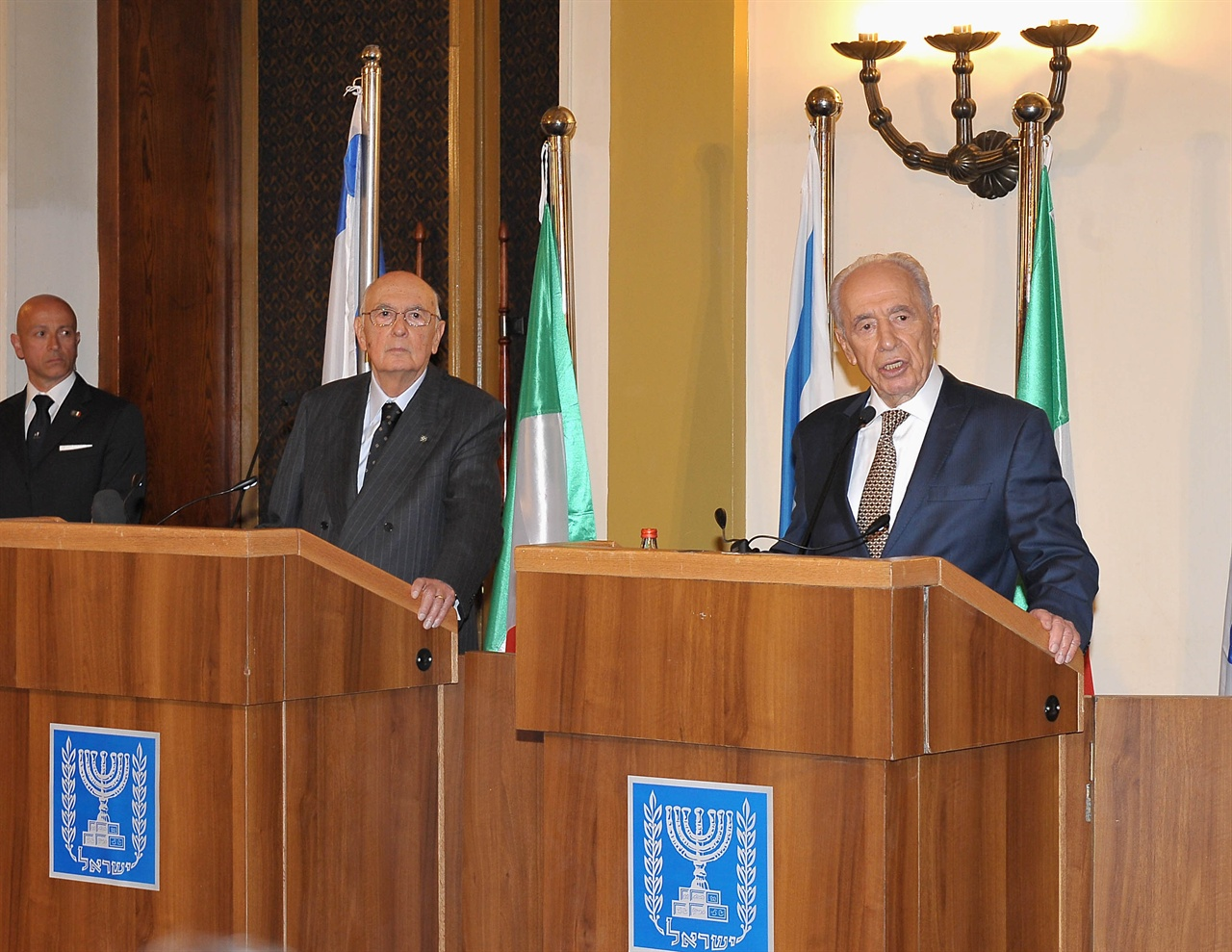
Napolitano e il presidente di Israele Shimon Peres durante un incontro di Stato, 15 maggio 2011

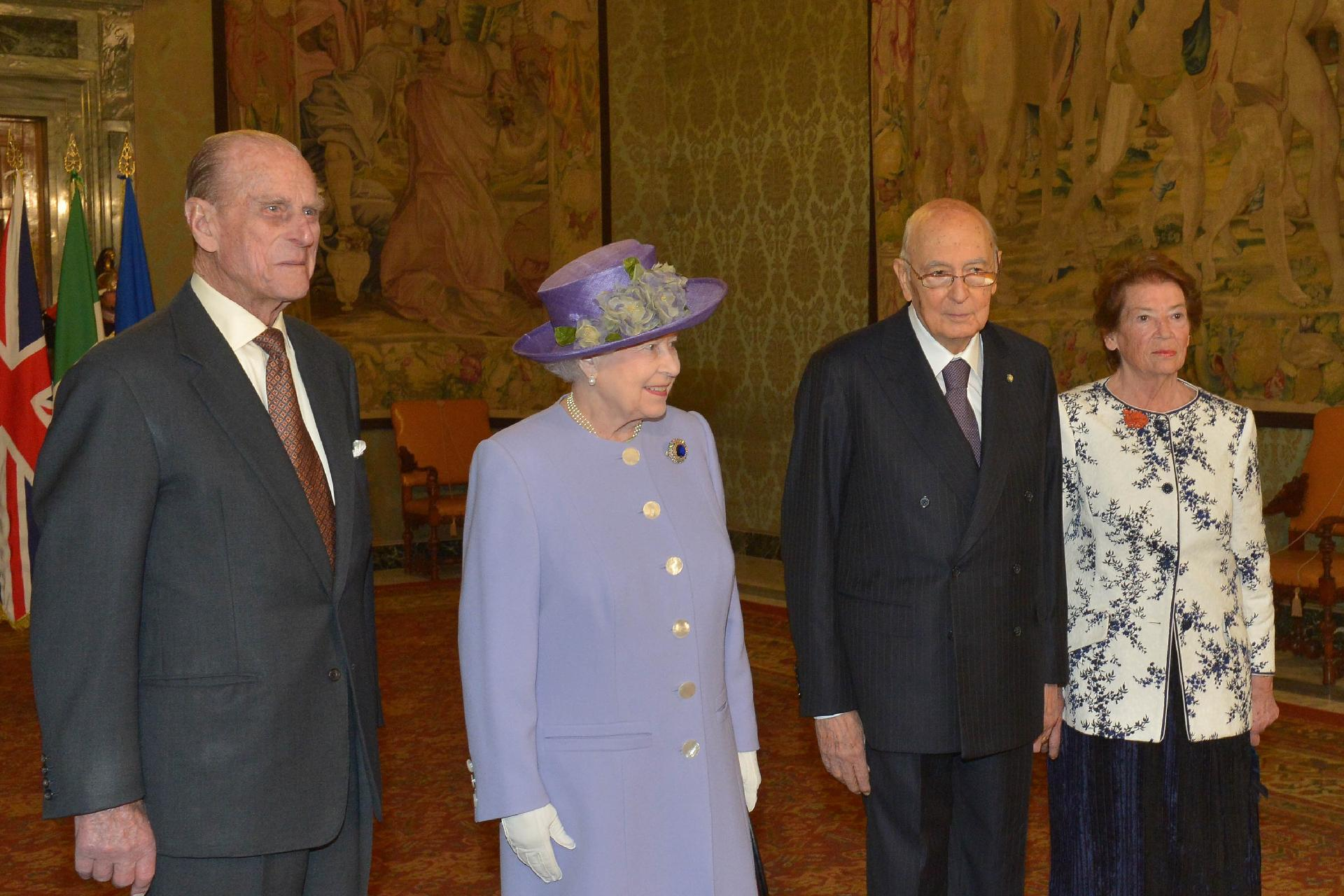
Elisabetta II del Regno Unito con il consorte Filippo, duca di Edimburgo in visita di Stato dal Presidente della Repubblica Giorgio Napolitano e consorte Clio al Quirinale, 3 aprile 2014